# Абаклія
Абаклі́я (рум. Abaclia; до 1918 року Абаклиджаба) — село в Молдові в Бессарабському районі. Утворює окрему комуну. Розташоване поблизу кордону з Україною на річці Когильник в центральній частині району за 3 км від районного центру — міста Бессарабки. Населення становить 4 660 осіб (2014).
Згідно з переписом населення 2004 року, майже 98 % населення складають молдовани.

## Історія
Село  вперше згадується в документах другої половини XVIII століття.
Станом на 1980 рік в селі знаходилися центральна садиба радгоспу-заводу імені Калініна аграрно-промислового об'єднання «Молдвинпром» та племптахорадгоспу науково-виробничого об'єднання «Молдптахопром», винзавод. Працювали середня і восьмирічна школи, Будинок культури з кіноустановкою, 4-ри бібліотеки, амбулаторія, 5 дитячих ясел, столова, магазини, відділення зв'язку. Працював Музей І. Ф. Секрієру. В селі встановлений меморіальний комплекс в пам'ять односельців, що загинули в роки німецько-радянської війни.